# Алексис Кристал
Алексис Кристал (англ. Alexis Crystal; род. 1 января 1993 года в Праге, Чехия) — чешская порноактриса.

## Биография
Согласно словам Алексис, она росла крайне непослушным ребёнком: у неё был серьёзный конфликт с отчимом, из-за чего мать буквально выгнала её из дома. В школе она не отличалась примерным поведением, поэтому её неоднократно исключали. Некоторое время подрабатывала в ресторанах сетей быстрого питания, пока не нашла объявление о поиске моделей для фотографий в стиле ню.
Пришла в индустрию для взрослых в 2011 году в возрасте 18 лет. Первые несколько лет снималась только в сценах традиционного, лесбийского и межрасового секса. Начиная с 2016 года снимается также в сценах анального секса, двойного проникновения и двойного анального проникновения.
Снимается для европейских и американских студий и сайтов, из которых наиболее известными являются: 21Sextury, Babes.com, DDF Network, Eromaxx Films, Evil Angel, LegalPorno, MET-Art, Mile High, Nubile Films, Porndoe Premium, Private, Pulse Distribution, Reality Kings, Video Art Holland и Video Marc Dorcel.
В конце 2014 года была впервые номинирована премией AVN Awards в следующих категориях: «Лучшая иностранная исполнительница года» и «Лучшая сцена секса в фильме иностранного производства» (за фильм Prison). В ноябре 2015 года во второй и последний раз была номинирована AVN Awards в категории «Лучшая иностранная исполнительница года».
По данным сайта IAFD на май 2019 года, снялась в более чем 350 порнофильмах и порносценах.
Согласно информации из интервью для Marc Dorcel от 27 марта 2019 года, Алексис неоднократно опаздывала на съёмки, вследствие чего съёмочные группы заключали шуточные пари по поводу того, на сколько в этот раз опоздает Алексис.
Сыграла эпизодическую роль в немецко-чешском телесериале «Октоберфест: Пиво и кровь» (2020).

## Награды и номинации
| Год  | Награда            | Результат | Категория | Фильм                                                                |
| ---- | ------------------ | --------- | --- | -------------------------------------------------------------------- |
| 2015 | AVN Award          | Номинация | Иностранная исполнительница года                                                                                        | н/д                                                                  |
| 2015 | AVN Award          | Номинация | Лучшая сцена секса в фильме иностранного производства (вместе с Майком Анджело и Томасом Стоуном)                       | Prison                                                               |
| 2016 | AVN Award          | Номинация | Иностранная исполнительница года                                                                                        | н/д                                                                  |
| 2017 | Venus Award        | Номинация | Лучшая международная исполнительница                                                                                    | н/д                                                                  |
| 2018 | Ninfa Award        | Номинация | Лучшая сцена триолизма/оргии (вместе с Аной Роуз, Бланш Брэдберри, Виолеттой Пинк, Люсилой, Натали Чери и Эшелью Лав)   | Privates best babes get sticky and satisfied in a kinky fetish orgy  |
| 2018 | Pornhub Award      | Номинация | Более реальная, чем сама реальность — лучший исполнитель в виртуальной реальности                                       | н/д                                                                  |
| 2019 | AVN Award          | Номинация | Лучшая лесбийская сцена в иностранном фильме (вместе с Джиной Джерсон и Кристи Блэк)                                    | Lil’ Gaping Lesbians 8                                               |
| 2019 | XBIZ Europa Award  | Номинация | Лучшая сцена секса — лесбийский фильм (вместе с Леди Ди)                                                                | Girl Crush                                                           |
| 2020 | XBIZ Europa Award  | Номинация | Лучшая сцена секса — лесбийский фильм (вместе с Анджеликой Грейс и Клеа Готье)                                          | Bad Girls: Lesbian Desires                                           |
| 2020 | XBIZ Europa Award  | Номинация | Лучшая сцена секса — лесбийский фильм (вместе с Еленой Кошкой и Маришкой)                                               | Dorcel Airlines: Indecent Flight Attendants                          |
| 2021 | AVN Award          | Номинация | Иностранная исполнительница года                                                                                        | н/д                                                                  |
| 2021 | AVN Award          | Номинация | Лучшая лесбийская сцена в иностранном фильме (вместе с Маришкой и Мишей Кросс)                                          | Dorcel Airlines: Indecent Flight Attendants                          |
| 2021 | AVN Award          | Номинация | Лучшая сцена группового секса в иностранном фильме (вместе с Ником Россом и Чарли Дином)                                | Alexis 4 You                                                         |
| 2021 | XBIZ Europa Award  | Номинация | Исполнительница года | н/д                                                                  |
| 2021 | XBIZ Europa Award  | Номинация | Лучшая сцена секса — лесбийский фильм (вместе с Алиссой Рис, Амирой Адарой, Анной де Виль, Тиффани Тейтум и Черри Кисс) | Cherry’s Anal Beauties                                               |
| 2022 | AVN Award          | Номинация | Лучшая международная сцена группового секса (вместе с Анджело Годшеком, Венерой Максимой и Лукой Ферреро)               | Boss and Employee Celebrate With DP Orgy (из Lingerie Models Agency) |
| 2022 | AVN Award          | Номинация | Лучшая международная сцена группового секса (вместе с Винсом Картером, Дэвидом Перри и Черри Кисс)                      | Cherry’s Anal Beauties — Scene 2                                     |
| 2022 | Golden Adult Award | Номинация | Лучшая европейская актриса в секс-фильмах                                                                               | н/д                                                                  |
| 2022 | Venus Award        | Номинация | Лучшая международная исполнительница                                                                                    | н/д                                                                  |
| 2022 | XBIZ Europa Award  | Номинация | Лучшая сцена секса — лесбийский фильм (вместе с Нести)                                                                  | Abomination: Part 1                                                  |
| 2023 | AVN Award          | Номинация | Иностранная исполнительница года                                                                                        | н/д                                                                  |
| 2023 | AVN Award          | Номинация | Лучшая международная лесбийская сцена (вместе с Нести)                                                                  | Abomination — Part 1                                                 |
| 2023 | XBIZ Europa Award  | Номинация | Исполнительница года | н/д                                                                  |
| 2023 | XBIZ Europa Award  | Номинация | Лучшая сцена секса — гламкор (вместе с Ником Россом и Jack23)                                                           | Buttmuse Shopaholic & Double Creampie                                |
| 2023 | XBIZ Europa Award  | Номинация | Лучшая сцена секса — лесбийский фильм (вместе с Черри Кисс)                                                             | Abomination 3                                                        |
| 2024 | AVN Award          | Номинация | Иностранная исполнительница года                                                                                        | н/д                                                                  |
| 2024 | AVN Award          | Номинация | Лучшая международная лесбийская сцена (вместе с Агатой Вегой)                                                           | Perfect Moment                                                       |
| 2025 | XMA Creator Award  | Победа    | Совместный видеоклип года — группа/оргия (вместе с Амирой Адарой, Мишей Кросс и Олив Гласс)                             | н/д                                                                  |

## Избранная фильмография
- 2013 — Private Gold: Cum Home For Christmas
- 2014 — Dripping Teenage Cream Pies
- 2014 — Footballers’ Housewives
- 2014 — Swingers Orgies 8
- 2015 — Best of Alexis Crystal
- 2015 — Dirty Clubbing[25]
- 2015 — Spring Break Fuck Parties 5
- 2016 — 5 Incredible Orgies 3
- 2016 — Bi Office
- 2016 — Caught On Camera
- 2016 — Hot Nights In Prison
- 2016 — Hungry Youngsters
- 2016 — Outland Beyond The Far West
- 2016 — Swingers Orgies 12
- 2017 — 4 On 1 Lesbian Gang Bangs 3
- 2017 — Bi Curious 3
- 2017 — Depraved Nights Of A Woman
- 2017 — Prisoner
- 2017 — Rocco and Kelly Sex Analysts
- 2018 — Lesbian Gangbangs
- 2018 — Lil’ Gaping Lesbians 8[26]
- 2018 — Petite HD Porn 23: Petite Princess